# Ameriški ščurek
Ameriški ščurek (znanstveno ime Periplaneta americana) je vrsta ščurka, ki izvira iz Afrike. Vrstno ime P. americana je dobil zaradi svoje razširjenosti po ameriški celini, predvsem po Floridi. Tja so ga zanesli prvi prišleki iz Starega sveta, kamor so ga zanesli z blagom iz Afrike. Danes je razširjen kot škodljivec po toplih območjih sveta.

## Značilnosti
Ameriški ščurek prenaša temperature okoli 29 °C. Živi v vlažnem okolju, vendar prenaša tudi suhe pogoje, če ima dostop do vode. Živi leto in pol, nimfe pa se razvijejo v 4 do 15 mesecih. Zraste do dolžine 4 cm in doseže hitrost 4,5 km na uro, kar je blizu hitrosti človekove hoje. To pomeni, da v sekundi naredi 50 kratno pot svoje dolžine.

## Življenjski krog
Samica izleže jajčeca v ovoj (ooteka) na površino varnih mest. Ovoj je ovalen in rjave barve, po dveh dneh počrni. Iz jajčec se v 6 do 8 tednih izležejo nedozorele živali, ki dozorijo v 6 do 12 mesecih. Odrasla žival živi dobro leto. Samice v času svojega življenja izležejo do 150 jajčec.

## Uporaba
Ameriški ščurek se uporablja kot živa hrana za pajke in gekone. Prednost teh ščurkov pred drugimi je, da ne plezajo iz posode, ne letijo in se ne razmnožijo v stanovanju. So primerni za hranjenje pajkov in kuščaric, ker se ne zakopavajo v podlago. So hitri kot črički, vendar nimajo trdega hitinastega oklepa. So oportunisti in jedo vse. Hranimo jih lahko z listi solate, sadjem ali celo z mesno hrano v obliki mačjih ali pasjih briketov. Kljub temu, da stanovanje ni primerno okolje za ameriškega ščurka, se ta lahko razmnoži, če uide iz nadzora in najde ugoden življenjski prostor.

## Povezave
- Ameriški ščurek - Periplaneta americana Arhivirano 2016-03-05 na Wayback Machine.